# Пастер (фильм, 1935)
«Пастер» (фр. Pasteur) — французский биографический фильм 1935 года, поставленный режиссёром Саша Гитри (под техническим контролем Фернана Ривера) по его одноимённой пьесе 1918 года, посвящённой биографии микробиолога, иммунолога и химика Луи Пастера.

## Сюжет
Фильм состоит из пролога и пяти картин. В прологе Саша Гитри читает собеседнику, стоящему спиной к камере, письмо Луи Пастера, собирающегося привить себе вирус бешенства, чтобы испытать на самом себе антирабическую вакцину, где говорит: «Единожды попробовав работать, жить без работы уже не можешь. Надо работать. Нет ничего, кроме работы. Только она приносит настоящую радость и помогает вынести жизненные невзгоды и беспокойство». Гитри показывает фотографии тех мест, где прошло детство Пастера, портреты его родителей, картины, написанные в 13 лет будущим учёным, перечисляет его первые открытия и начинания. После этого введения начинается биографическая кинодрама, состоящая из 5 картин в хронологическом порядке.
1870 год. Патриотически настроенный Луи Пастер обеспокоен приближением франко-прусской войны. Его ученики говорят между собой о том, как они преклоняются перед своим учителем и учёным. После начала и объявление войны, Пастер прощается с несколькими учениками, отправляющимися на фронт.
1880 год. В Парижской медицинской академии Пастер гневно и страстно выступает против учёных-консерваторов, обвиняющих его в дилетантизме и ставящих под сомнение его открытия, в связи с чем президент академии вынужден был прервать заседание. Один из присутствующих врачей считает себя оскорблённым высказываниями Пастера и присылает к нему двух секундантов с вызовом на дуэль. Пастер называет этот шаг смехотворным и предлагает вычеркнуть свои слова из протокола заседания, но в то же время и не отказывается от них. Президент вручает Пастеру орден Почётного легиона, и химик узнает, что он был единогласно избран во Французскую академию, но сразу же предупреждает, что этот статус никоим образом не сможет изменить его поведение.

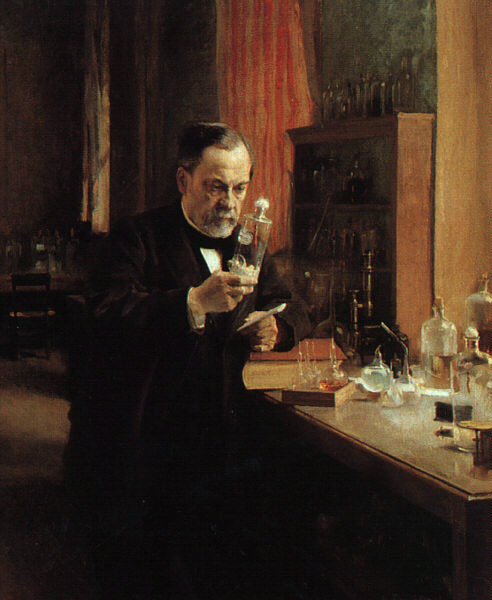
Альберт Эдельфельт. Луи Пастер в своей лаборатории. 1885, Париж, Музей Орсе. Авторская копия находится в музее Пастера

1885 год. Во французском Эльзасе мальчик Жозеф Мейстер был укушен бешеной собакой. Дедушка отвозит его к Пастеру, который даже не представлял, что первым больным, который должен будет пройти курс лечения от водобоязни по его методу, станет ребёнок. Врач, поскольку общеизвестно, что Пастер никогда официально не был врачом и не имел медицинского образования за что и подвергался нападкам со стороны своих оппонентов, вкалывает мальчику разработанную в лаборатории микробиолога вакцину от бешенства, и ученый всю ночь беспокойно проводит у его постели, наблюдая за состоянием пациента. К облегчению Пастера и его помощников, через две недели после вакцинации мальчику становится лучше и он благополучно выздоравливает.
1888 год. Медик, товарищ Пастера, навещает его на вилле по просьбе обеспокоенных его самочувствием родственников учёного, и советует ему беречь своё здоровье и отдохнуть. Пастер решает, что его дни сочтены, а упорный многолетний труд будет с его смертью поставлен под угрозу. Он с облегчением узнаёт, что проживёт ещё долго, но только если согласится соблюдать режим и временно сделать паузу в своей работе. Его навещает уже совершенно выздоровевший после курса лечения Жозеф Мейстер, который приносит книгу, полученную им в награду, чем Пастер был глубоко тронут и растроган.
Декабрь 1892 года. Апофеоз Пастера, как научного и общественного деятеля. В Парижском университете, проводятся торжественные мероприятия посвящённые семидесятилетнему юбилею учёного, на которые приглашён благодарный ему Джозеф Листер, являющийся основоположником антисептики. Пастер принимает торжественные поздравления от президента Третьей республики Сади Карно, а также учёных, представителей и делегаций со всего мира.

## Создание

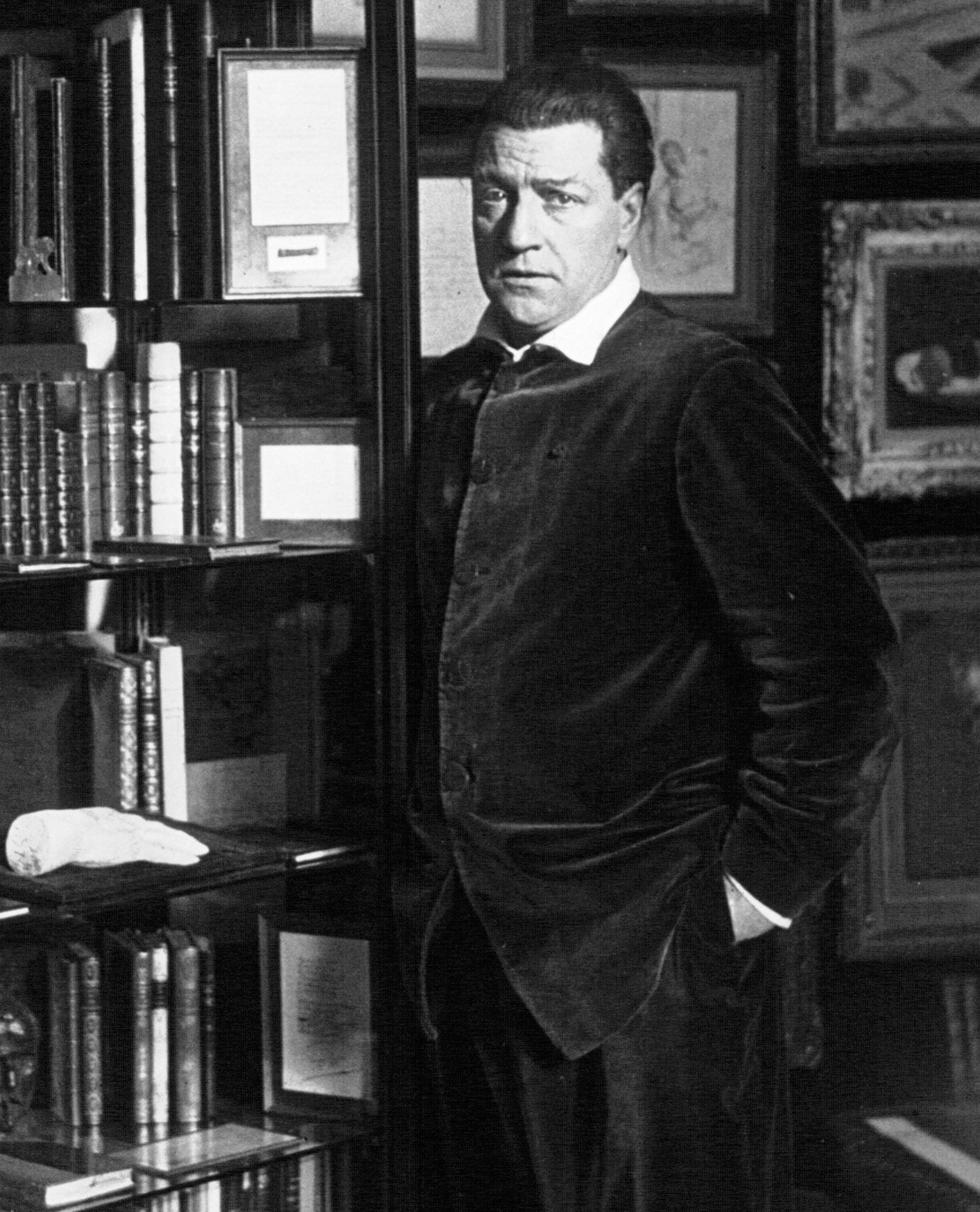
Саша Гитри в 1931 году

Биографический фильм о Луи Пастере является первой полноценной художественной картиной, поставленной Саша Гитри, который снял её только в 1935 году и уже в эпоху звукового кино. Обычно его столь поздний приход в кинематограф объясняют тем, что в немом кино Гитри не мог в полной мере выразить себя путём передачи своих знаменитых продолжительных и искрящимся остроумием диалогов, которые были характерны для его драматургического творчества и были его «фирменной маркой». Саша Гитри дебютировал в качестве драматурга в 1905 году в возрасте 25 лет, после чего став известным и популярным драматургом исполняя в своих пьесах главные роли и создав свой особый «театр», который французские критики выделяют в так называемый «жанр Саша Гитри». После этого фильма он экранизирует 30 своих пьес из около 130, для каждой написав собственный сценарий; в критике такие его фильмы получили название «консервированный театр».
Гитри создал пьесу с целью примирения и в знак уважения к своему прославленному отцу Люсьену Гитри, звезде французского и российского театра, который близко был знаком с Пастером и успешно сыграл эту роль в Театре Водевиль в 1919 году. До этого Гитри создал две биографические пьесы: «Жан де Лафонтен» (1916) и «Дебюро» (1918).
Кроме того, что эта пьеса посвящена биографии учёного, она выделяется также тем, что в ней отсутствуют женские персонажи, а для драматургии Гитри это очень не свойственно, и он в частности был широко известен, как знаток женской души: «детально изучая свой любимейший и, пожалуй единственный сюжет — постоянную эволюцию женского характера». Критик Поль Леото, один из самых преданных поклонников драматургического творчества Гитри, в своей статье не скрывает разочарования и в необычайно жёстких выражениях отзывается о пьесе, самом Пастере (который, «возможно, в большей степени изобрёл эту болезнь [бешенство], чем средство её излечения») и об игре Люсьена Гитри. Французский киновед Жак Лурселль, отмечал, что на удивление пророческим становится упрёк Гитри, сделанный ему Леото в 1919 году в том, что с этой пьесой он «опускается до уровня лент для кинематографа».
Несмотря на то, что эта картина является его первой полноценной работой близкое знакомство с кино у него началось ещё за два десятилетия до съёмок ленты о Пастере, когда начиная с 1912 года он стал снимать на киноплёнку знаменитых друзей своего отца (О. Родена, О. Ренуара, К. Моне, А. Франса), таким образом открыв для себя возможности кинокамеры.
Предложение об экранизации пьесы поступило со стороны режиссёра и продюсера Фернана Ривера (фр. Fernand Rivers). В своей биографической книге «Пятьдесят лет среди безумцев (1894—1944)» Ривер подробно останавливается на совместной работе над этим фильмом с Гитри. Первоначально планировалось снять целых две картины, которые могли бы демонстрироваться кинотеатрах спаренным сеансом, но в связи с плохим приёмом у публики, от это проекта пришлось отказаться. Созданием и продюсированием фильма занимались компании Productions Maurice Lehmann и Films Fernand Rivers.
Фильм вышел в прокат 20 сентября 1935 года в Cinéma Colisée, но успеха не имел, и провалился даже в родном для Пастера городе Доль. В связи с провалом в прокате продюсер и фактически сорежиссёр фильма Фернан Ривер даже выразил сожаление, что не попросил Гитри экранизировать другую более характерную для него пьесу. Однако сам Гитри был доволен опытом полученном при создании этого фильма, что отразилось в четверостишии, посвященном его продюсеру:
Раньше думал я: кино — глупое не в меру,
Но теперь я думаю иначе.
Просидеть два месяца в студии с Ривером

— Это всё-таки немало значит.
По мнению Лурселя, биография Пастера занимает «маргинальное положение в театральном наследии Гитри», и при её экранизации в ней уже присутствуют многие элементы, которые характерны для более позднего творчества режиссёра: 
Прежде всего — пролог, где Гитри обращается к почти невидимому собеседнику, символизирующему собой публику. Подобную подачу материала Гитри будет использовать часто и в разных вариациях: напр., повествуя от 1-го лица и создавая тем самым непосредственную близость с публикой, резко контрастирующую с объективностью театральной конструкции. Подобная смесь форм изложения будет не раз встречаться в фильмах Гитри, в частности — в его исторических фантазиях.
Картина имеет явный пацифистский посыл и прославляет труд, как источник радости. Пастер в этом фильме во многом имеет неканонический образ традиционного учёного олицетворяющего мудрость и невозмутимое спокойствие, а предстаёт в исполнении Гитри импульсивным, болезненно чувствительным человеком, близким по своему психологическому складу к художнику, артисту, которые были хорошо известны режиссёру и исполнителю главной роли и который неоднократно выводил их в своём драматургическом творчестве. Так, практически в каждой сцене Пастер находится в крайне эмоциональном состоянии: тревога, ярость, страх, нежность или признательность. По мнению Лурселя созданная Гитри композиция картины придает ей облик «пылкой мелодрамы, где пасторальный образ, при всей своей неподатливости и театральности, доводится до вершин прекрасного».
К теме Пастера драматург и режиссёр вернулся позже, поставив свой первый спектакль в оккупированной фашистами Франции, закончил его патриотической «Марсельезой». Кроме того в фильме Комедиант (фр. Le Comédien, 1948) имеются отсылки к его взаимоотношениям со своим отцом и к истории создания пьесы.

## В ролях
| Актёр         | Роль                           |
| ------------- | ------------------------------ |
| Саша Гитри    | Луи Пастер                     |
| Жан Перье     | врач                           |
| Жозе Скенкель | ученик                         |
| Анри Бонвале  | Сади Карно                     |
| Гастон Дюбоск | президент Медицинской академии |
| Франсуа Родон | Жозеф Мейстер                  |
| Морис Шуц     | дедушка Мейстера               |
| Луи Морель    | Жюль Геран                     |
| Арман Люрвиль | первый свидетель               |
| Камиль Кузен  | второй свидетель               |
| Жюльен Берто  | ученик                         |
| Камиль Бёв    | Джозеф Листер                  |